# Jacksonweber
Der Jacksonweber (Ploceus jacksoni), auch Jackson-Weber geschrieben, ist eine Art aus der Familie der Webervögel (Ploceidae). Die Art wird in Europa gelegentlich als Ziervogel gehalten. 

## Beschreibung
Der Jacksonweber erreicht eine Körperlänge von 15 Zentimeter. Das Männchen hat einen schwarzen Kopf und Nacken. Die Vorderbrust ist schwarz und geht dann in Rotbraun über. Der Rücken ist gelb, die Flügeldecken und Schwingen sind schwarz. Die einzelnen Federn haben breite gelbe Säume. Bei den Weibchen sind die Flügeldecken und Schwingen schwarz und gelb gestrichelt. Der Kopf und die Unterseite ist gelblichweiß. 
Jacksonweber hängen ihre Nester an Zweige von Büschen und Bäume, die ähnlich wie beim Gilbweber meist über ein Gewässer hängen. Nester von Jacksonwebern finden sich auch häufig zwischen Schilf und Gräsern in der Nähe von Seen, Sümpfen oder Mangroven. Das Gelege besteht aus zwei bis drei Eiern, deren Schalenfarbe blaugrün ist. 
Das Verbreitungsgebiet des Jacksonweber reicht vom Süden des Sudan über Uganda bis in den Westen Kenias und das Zentralland von Tansania.